# Col de Carri
Le col de Carri est un col de montagne situé à 1 202 mètres d'altitude dans le département français de la Drôme, dans le massif du Vercors.

## Géographie
Le col se trouve sur la RD 199, environné par la forêt domaniale de Lente, dans le parc naturel régional du Vercors.

## Activités

### Ski de fond
L'hiver, le col de Carri abrite une partie des pistes de l'espace nordique du Vercors sud, réunissant Font d'Urle Chaud Clapier et Lente.

### Cyclisme
Le col est classé en 3e catégorie au Grand prix de la montagne pour la 15e étape du Tour de France 2004 entre Valréas et Villard-de-Lans.